# Gilles Boizard
Gilles Boizard (* 1. August 1933 in Juniville, Département Ardennes; † 5. Mai 1987 in Paris) war ein französischer Komponist.

## Leben und Wirken
Boizard, der in einem kleinen Dorf in den Ardennen aufwuchs, hatte Klavierunterricht, bevor er am Conservatoire de Paris bei Yves Nat studierte. Nach einem Zweiten Preis 1959 gewann er 1960 mit der Cantate du Printemps beim Wettbewerb um den Prix de Rome den Premier Grand Prix.
Nach dem mit dem Preis verbundenen Aufenthalt in der Villa Medici in Rom von 1961 bis 1964 kehrte er an das Conservatoire de Paris zurück, wo er als Professor für Solfège wirkte. Wenige Jahre später wurde er außerdem Direktor für die Wettbewerbe der Union Française des Artistes et Musiciens (U.F.A.M). Außerdem trat er als Konzertpianist und Liedbegleiter auf.
Boizard komponierte eine Anzahl kammermusikalischer Werke, außerdem Klavierbearbeitungen für die Wettbewerbe der UCAM sowie musikpädagogische Werke.

## Werke
- Berceuse en carillon für Klavier, 1965
- Partita: Prélude, Aria, Interlude, Toccata für Klavier, 1965
- Offrande d’Automne für Klavier, 1966
- Diptyque «Aux statues de Bomarzo» für Bassposaune und Klavier, 1967
- Par le sentier bleu für Klavier, 1968
- Musette für Klavier, 1969
- Deux Esquisses. A l’estompe. A la pointe sèche für Harfe, 1969
- Fantaisie für Fagott und Klavier, 1971
- Onze Leçons de solfège, avec accompagnement de piano, 2 Bände, 1972
- Onze Leçons de solfège, sans accompagnement de piano, 2 Bände, 1972
- Accordéondes für Akkordeon, 1973
- Ballade für Kontrabass und Klavier, 1977

| Personendaten    | Personendaten           |
| ---------------- | ----------------------- |
| NAME             | Boizard, Gilles         |
| KURZBESCHREIBUNG | französischer Komponist |
| GEBURTSDATUM     | 1. August 1933          |
| GEBURTSORT       | Juniville               |
| STERBEDATUM      | 5. Mai 1987             |
| STERBEORT        | Paris                   |